# ミヒャエル・タルナト
ミヒャエル・タルナト（Michael Tarnat、1969年10月27日-）はドイツ、ノルトライン＝ヴェストファーレン州ヒルデン出身の元サッカー選手。ポジションはMF。元ドイツ代表。
ニックネームはタンネ（tanne）だが、これはドイツ語で樅の意。

## 経歴
1990年、MSVデュースブルクでプロ選手としてのキャリアをスタートさせる。ブンデスリーガでのデビューは1991年8月2日。
1997年にはドイツ・ブンデスリーガの名門バイエルン・ミュンヘンに移籍。当時のバイエルンは、バスラー、マテウス、エッフェンベルク、カーンらが在籍しており世界でも指折りのトップチームだった。バイエルンに在籍して間もない1998年-1999年シーズンのチャンピオンズリーグ決勝に出場した際には、マンチェスター・ユナイテッド相手にまさかの逆転負けを喫した（カンプ・ノウの奇跡）。2000年-2001年シーズンに念願のチャンピオンズリーグ制覇を果たす。
2003年からはFAプレミアリーグのマンチェスター・シティーに移籍するが、2004年からはドイツへ戻り、ブンデスリーガのハノーファー96でプレーした。
代表でのキャップ数は19。代表初出場は1996年の8月9日、アメリカ戦である。

## エピソード
- 1999年-2000年シーズンのアウェイでのフランクフルト戦でゴールキーパーが二人負傷してしまい、3人目のキーパーがいなかったので代わりにキーパーに入り、後半の約30分間守った経験を持つ。（タルナトがキーパーで入った当初0-1だったのが、試合終了後には2-1で勝利した。）
- また2001年3月3日のブンデスリーガ、ハンザ・ロストック戦ではゴールキーパーのオリバー・カーンが味方のコーナーキックのシーンで相手ゴール前に上がっていき、なんとパンチングでゴールに叩き込んで（当然自陣ペナルティエリア外なのでGKでもハンドの反則）2枚目のイエローカードを受けて退場したため、上記の経験からかキーパーを任された。

## 所属クラブ
- MSVデュースブルク 1990-1994
- カールスルーエSC 1994-1997
- バイエルン・ミュンヘン 1997-2003
- マンチェスター・シティ 2003-2004
- ハノーファー96 2004-2009

## 代表歴

### 出場大会
- ドイツ代表
  - 1998 FIFAワールドカップ (ベスト8)

### 試合数
- 国際Aマッチ 19試合 0得点（1996年-1998年）[1]

| ドイツ代表 | 国際Aマッチ | 国際Aマッチ |
| 年         | 出場        | 得点        |
| ---------- | ----------- | ----------- |
| 1996       | 3           | 0           |
| 1997       | 4           | 0           |
| 1998       | 12          | 0           |
| 通算       | 19          | 0           |